# IrfanView
IrfanView је бесплатни софтвер за преглед и манипулацију слика на рачунару. Намењен је оперативном систему Microsoft Windows. Осим прегледа слика, IrfanView представља и солидан алат за уређивање и конверзију графичких датотека, као и преглед аудио и видео снимака. Познат је по брзини, лаком коришћењу и компатибилношћу са многим форматима графичких датотека.

### О програму
Програм се појавио 1996. године а име је добио по свом аутору Ирфану Шкиљану. Дистрибуира се у два облика, као самораспакујућа инсталациона датотека или спакован у ЗИП архиву, што значи да се може једноставно распаковати у било који фолдер или на преносиви медијум.

### Могућности
Нека битна својства програма су следећа:
- Компактност - основна инсталациона датотека је велика само 1,4 МБ, а инсталација додатака 8 MB.
- Многобројне су опције за преглед и обраду слика, укључујући и процесирање слика.
- Постоје програмски додаци (плаг-инс) за проширење могућности (углавном за мултимедијалне датотеке).
- Постоје локализоване верзије за разне језике укључујући српски.
- Подршка за Јуникод.
- Припрема слика за веб-странице.
- Припрема низа слика у презентацију са слајдовима која се може снимити као извршни програм (ЕXЕ) или чувар екрана у формату СЦР.
- Израда умањених сличица.
- Уграђена подршка за преузимање слика са скенера или снимака екрана.